# ميثيل إيزوسيانات
ميثيل إيزوسيانات هو مركب عضوي يحمل الصيغة الجزيئية CH3NCO. كما يسمى ميثيل إيزوسياناتوميثان كاربيلامين اختصارا MIC.

## نبذة
إن ميثيل أيزوسيانات مادة كيميائية وسيطة في إنتاج مبيدات الكربامات (مثل الكرباريل والكاربوفيوران والميثوميل والألديكارب). كما تم استخدامه في إنتاج المطاط والمواد اللاصقة. باعتبارها مادة شديدة السمية والتهييج، فهي خطرة للغاية على صحة الإنسان. كانت المادة السامة الرئيسية في كارثة بوبال بالهند، والتي أسفرت عن مقتل 3787 شخصًا في البداية و 19.787 شخصًا بشكل إجمالي.
ميثيل إيزوسيانات هو سائل عديم اللون، سام، مسيل للدموع، قابل للاشتعال. وهو قابل للذوبان في الماء إلى 6-10 أجزاء لكل 100 جزء، ولكنه يتفاعل أيضًا مع الماء.